# Golanka Górna
Golanka Górna – wieś w Polsce położona w województwie dolnośląskim, w powiecie legnickim, w gminie Kunice.

## Podział administracyjny
W latach 1954–1961 wieś należała i była siedzibą władz gromady Golanka Górna, po jej zniesieniu w gromadzie Prochowice. W latach 1975–1998 miejscowość administracyjnie należała do województwa legnickiego.

## Nazwa
Przed II wojną światową nosiła niemiecką nazwę Heidau.